# ヨハン・テルデ
ヨハン・テルデ（Johann Thölde, 1565年頃 - 1614年頃）はドイツの著述家。
金属元素アンチモンが登場する錬金術書『アンチモンの凱旋車』を15世紀のベネディクト会のヴァシリウス・ヴァレンティヌスの1450年の著作として、1604年に編纂出版した。
ヴァシリウス・ヴァレンティヌス（1394 - ?）はエルフルトのベネディクト会修道院長、医師、錬金術師とされている。
名前はギリシャ語で「バシレウス」(王）とラテン語の「強大な」との合成によると推測される。死後約百年後に修道院の柱に落雷し残骸から著作が発見されたという。
錬金術の用語 Azoth（アゾート、アゾット、アゾト）は、始まりを意味するラテン語アルファベットのAに、同じくラテン語のz、ギリシア文字のo（オーメガ）、ヘブライ文字のth（サーウ、タヴ）を合成した語で、「始まりであり終わりである」（cf.阿吽）という意味とした。
だがエルフルトに修道院はないこと、ヴァレンティヌスが存在した証拠は見当たらず、またこれらの書物にはアメリカが出てくるなどから、16世紀に、テルデが書いた可能性が高いとされる。
著作とされるものに『太古の大いなる石』(1599年)、『自然的事象と超自然的現象』(1603年)、『小宇宙の謎』(1608年)、『最後の遺言』などがある。